# Ruimtevaarder

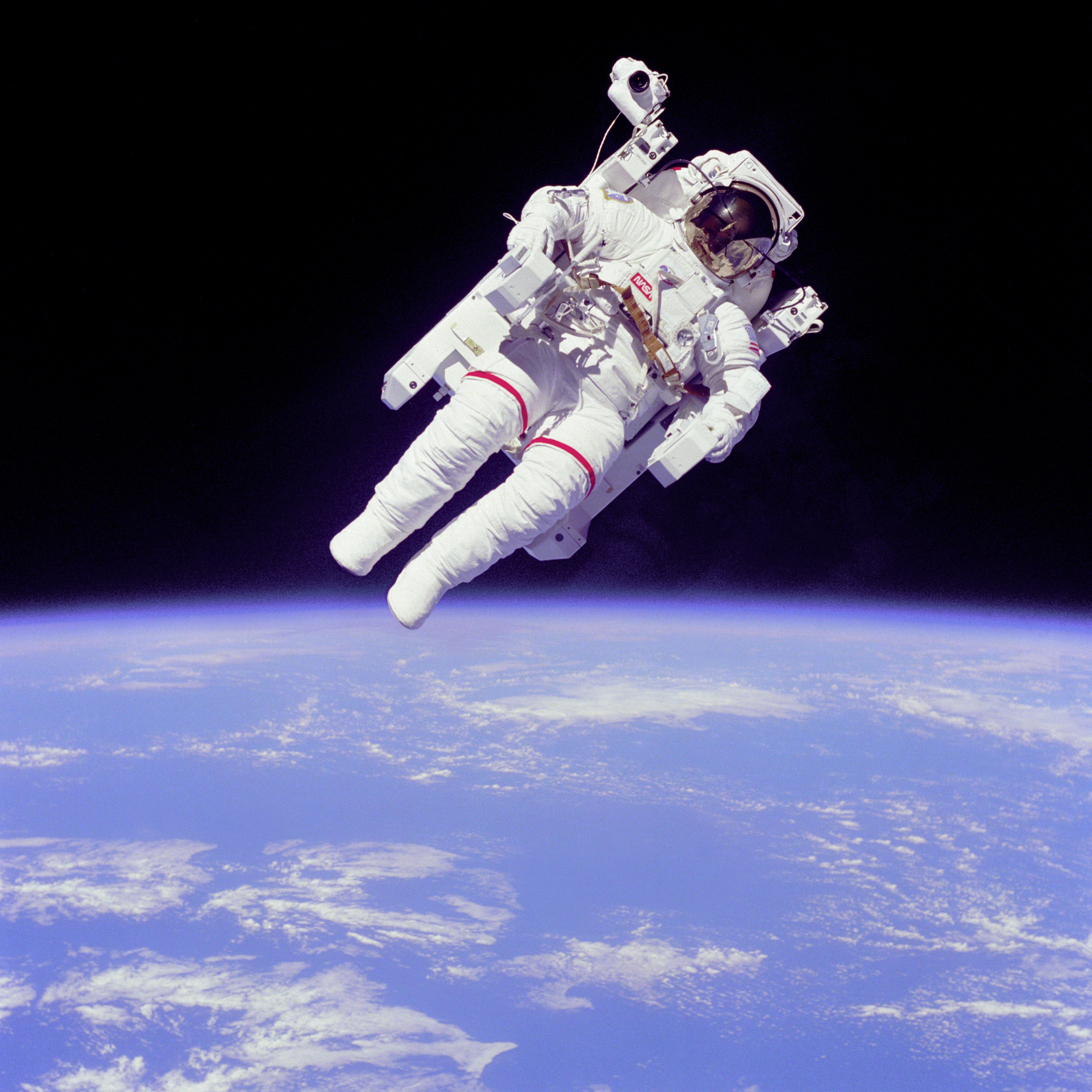
NASA-astronaut Bruce McCandless II gebruikt een bemande manoeuvreereenheid buiten ruimteveer Challenger op shuttlemissie STS-41-B in 1984.

Een ruimtevaarder of astronaut (van het Griekse "astron" (ἄστρον), wat "ster" betekent, en "nautes" (ναύτης), wat "zeeman" betekent) of kosmonaut is een persoon die is opgeleid, uitgerust en ingezet door een menselijk ruimtevluchtprogramma om als commandant te dienen of bemanningslid aan boord van een ruimtevaartuig. Hoewel de termen over het algemeen zijn voorbehouden aan professionele ruimtereizigers, worden de termen soms toegepast op iedereen die de ruimte in reist, inclusief wetenschappers, politici, journalisten en toeristen.

## Overzicht van bekende ruimtevaarders

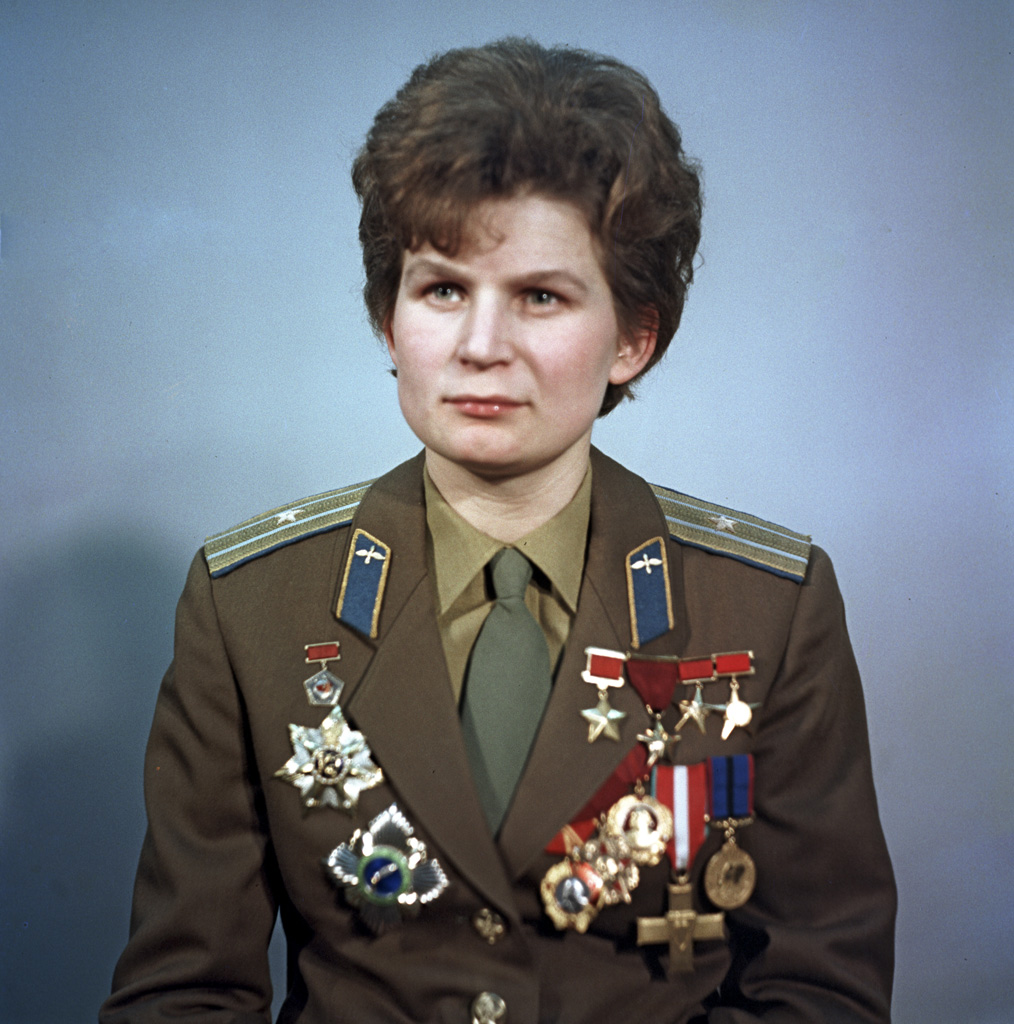
Valentina Teresjkova, in 1963 de eerste vrouw in de ruimte

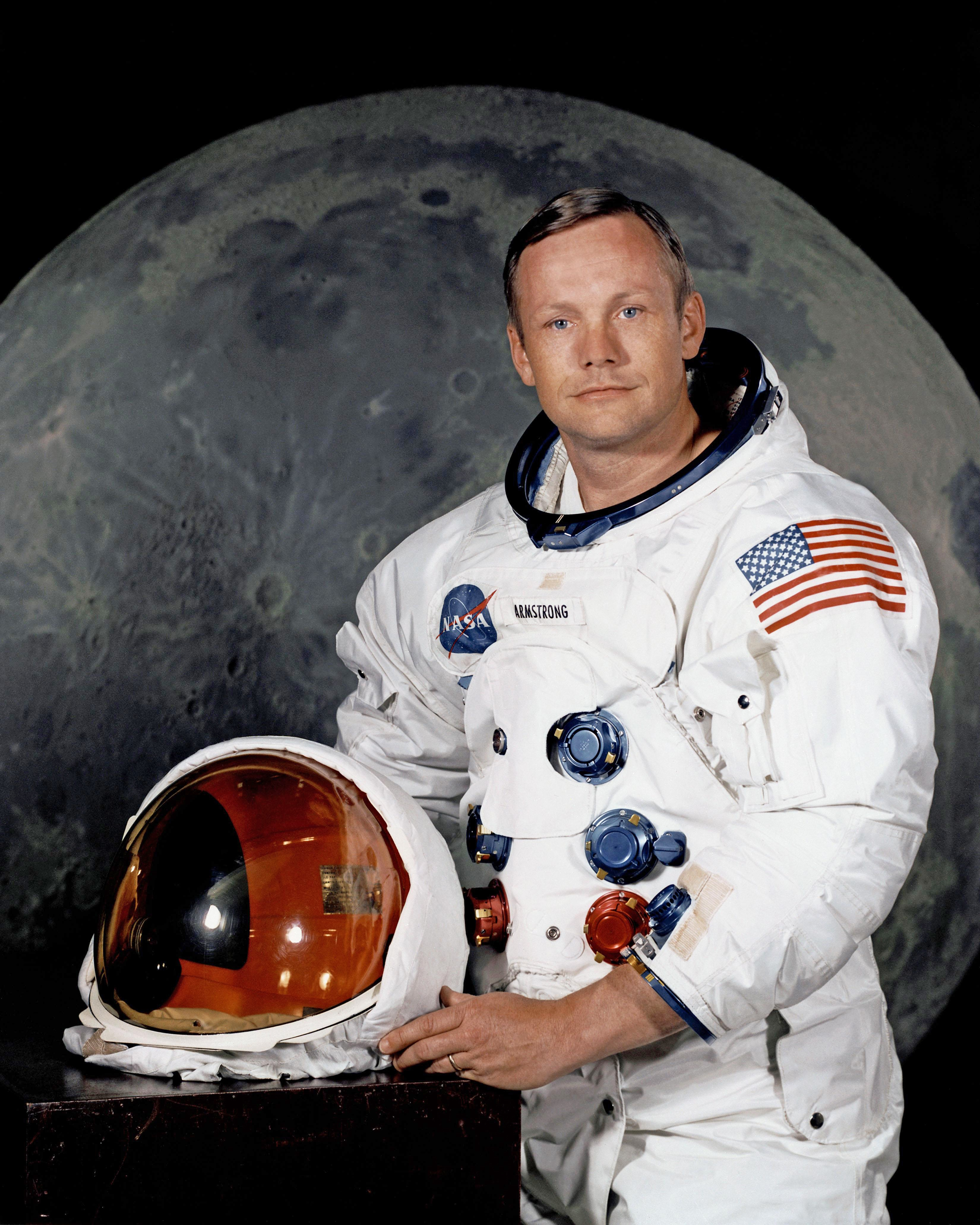
Neil Armstrong, in 1969 de eerste mens op de maan

- De eerste mens in de ruimte was de Sovjet kosmonaut Joeri Gagarin. Hij vloog op 12 april 1961 in de Vostok 1 in 1 uur en 48 minuten eenmaal buiten de atmosfeer om de aarde.
- De tweede mens in de ruimte, een Amerikaan, was Alan Shepard. Hij vloog op 5 mei 1961 in de Mercury MR-3. Het was een korte, zogenaamde ballistische vlucht, maar hij bereikte daarbij wel een hoogte van meer dan 100 km, dus het geldt als een officiële ruimtevlucht.
- De derde mens in de ruimte was Virgil Grissom, wederom een Amerikaan die een korte ballistische vlucht uitvoerde. Hij vloog op 21 juli 1961 in de Mercury MR-4.
- De vierde mens in de ruimte was de Sovjet German Titov. Hij werd op 6 augustus 1961 gelanceerd in de Vostok 2. Het was een recordvlucht van zeventien omwentelingen om de aarde die 24 uur duurde.
- John Glenn was de derde Amerikaan in de ruimte, en de eerste Amerikaan die in een baan rond de aarde vloog. Op 20 februari 1962 werd hij gelanceerd in de Mercury MA-6. Hij landde na 3 maal om de aarde te zijn gecirkeld. Op 29 oktober 1998 ging hij opnieuw de ruimte in aan boord van de Discovery (vlucht STS-95). Daarmee werd hij, 77 jaar oud, de oudste ruimtevaarder ter wereld.
- De eerste vrouw in de ruimte was de Sovjet Valentina Teresjkova. Zij werd op 16 juni 1963 gelanceerd in de Vostok 6. 19 jaar lang bleef ze de enige vrouw die in de ruimte was geweest, totdat op 19 augustus 1982 de Russische Svetlana Savitskaja haar opvolgde in de Sojoez T-7.
- Op 20 juli 1969 landden de eerste ruimtevaarders met de maanlander (Eagle) van de Apollo 11 op de maan. Neil Armstrong zette de eerste voetstap in het maanstof, gevolgd door Edwin "Buzz" Aldrin. Michael Collins bleef ondertussen in de Commander And Service Module (Columbia) in een baan om de maan in afwachting van de terugkeer van zijn collega's.
- De eerste Europese ruimtevaarder (de eerste ruimtevaarder met een nationaliteit anders dan Russisch of Amerikaans) was de Tsjech Vladimir Remek. Hij werd op 2 maart 1978 gelanceerd aan boord van de Sojoez 28 voor een bezoek aan het Russische ruimtestation Saljoet 6.
- De eerste Amerikaanse vrouw in de ruimte was Sally Ride. Zij werd op 18 juni 1983 gelanceerd aan boord van de Spaceshuttle Challenger.
- In 1985 was Lodewijk van den Berg in de ruimte. Van den Berg is Nederlander van geboorte, maar ging als genaturaliseerd Amerikaan. Hierna was Wubbo Ockels de eerste Nederlandse ruimtevaarder. Hij werd op 30 oktober 1985 gelanceerd aan boord van de Spaceshuttle Challenger (vlucht STS-61-A). Ockels vormde met zijn metgezellen een bemanning van 8 personen, hetgeen een record betekende. De tweede Nederlandse ruimtevaarder, André Kuipers, verbleef in april 2004 ongeveer een week aan boord van het International Space Station. Op 21 december 2011 vertrok hij opnieuw naar het ISS voor een verblijf van bijna een half jaar. Hij reisde met de Sojoez.
- De eerste vrouwelijke Europese ruimtevaarder (en daarmee de eerste vrouwelijke ruimtevaarder met een nationaliteit anders dan Russisch of Amerikaans) was de Britse Helen Sharman. Zij werd op 18 maart 1991 gelanceerd aan boord van de Sojoez TM-12 voor een bezoek aan het Russische ruimtestation Mir. Zij was tot eind 2015 de enige Britse ruimtevaarder. Er zijn weliswaar meer ruimtevaarders die geboren zijn als Britten, maar die hebben de Amerikaanse nationaliteit aangenomen om toegelaten te kunnen worden tot de astronautenopleiding van NASA.
- De eerste Belgische ruimtevaarder is Dirk Frimout. Hij werd op 24 maart 1992 gelanceerd aan boord van de Spaceshuttle Atlantis (vlucht STS-45). De tweede Belgische ruimtevaarder was Frank De Winne. Hij werd op 30 oktober 2002 gelanceerd aan boord van de Sojoez TMA-1. Hij verbleef 8 dagen aan boord van het International Space Station en voerde daar onderzoek uit in het kader van de Odissea Missie. Op 27 mei 2009 werd hij voor de tweede maal de ruimte in gelanceerd, voor een verblijf van zes maanden in het ISS. Tijdens de laatste twee maanden van de missie (ISS Expeditie 21) was De Winne de eerste commandant van het ISS die niet uit Rusland of de Verenigde Staten kwam.[3]
- Een andere bekende vrouwelijke Europese ruimtevaarder is de Française Claudie Haigneré. Zij werd op 17 augustus 1996 gelanceerd aan boord van de Sojoez TM-24 voor een bezoek aan ruimtestation Mir, en op 21 oktober 2001 aan boord van de Sojoez TM-33 voor een bezoek aan het International Space Station. Haar man, Jean-Pierre Haigneré, is ook ruimtevaarder.
- De eerste ruimtetoerist is Dennis Tito. Hij reisde op 28 april 2001 mee met Sojoez TM-32 naar het Internationale ruimtestation.
- Op 10 augustus 2003 trouwde Joeri Malentsjenko, terwijl hij in een baan rond de aarde vloog in het International Space Station, met Yekaterina Dmitriyeva die zich op dat moment in Houston bevond.
- De eerste Chinese ruimtevaarder (taikonaut of yuhangyuan) is Yang Liwei. Hij werd op 15 oktober 2003 aan boord van de Shenzhou 5 gelanceerd. Hiermee werd China het derde land in de geschiedenis dat met eigen middelen een mens in de ruimte heeft gebracht.
- De eerste particuliere ruimtevlieger is Mike Melvill. Het ruimtevaartuig SpaceShipOne werd gebouwd door vliegtuigbouwer Scaled Composites die geen subsidies van overheid kreeg. De test vond op 21 juni 2004 plaats. Het succes werd geboekt toen dit ruimtevaartuig op ruim 100 km hoogte vloog.

## Synoniemen: astronaut, kosmonaut, taikonaut, gaganyatris
De termen astronaut en kosmonaut worden soms gebruikt om onderscheid te maken tussen ruimtevaarders uit de Verenigde Staten respectievelijk de voormalige Sovjet-Unie en het huidige Rusland. Het Amerikaanse "astronaut" is afgeleid van de Griekse woorden αστρον (astron), "ster" en ναυτης (nautes), "zeevaarder". Het Russische "kosmonaut" (Космонавт; Kosmonavt) is afgeleid van de Griekse woorden κοσμος (kosmos), "ruimte" en eveneens ναυτης. In het Nederlands wordt naast ruimtevaarder vooral astronaut gebruikt.
Het gebruik van de begrippen "astronaut" en "kosmonaut" lag ten tijde van de Koude Oorlog zeer gevoelig in de Verenigde Staten en de Sovjet-Unie. Beide landen wilden duidelijk onderscheid maken tussen hun eigen ruimtevaarders en die van de ander.
Toen de eerste ruimtevaarders met een andere nationaliteit dan Amerikaans of Russisch werden gelanceerd, werden deze astronaut genoemd als ze aan boord van de Amerikaanse Spaceshuttle vlogen, en kosmonaut als ze aan boord van de Russische Sojoez vlogen. Voor de eerste Franse ruimtevaarders werd soms de benaming spationaut (in het Frans "spationaute") gebruikt. De verwarring werd compleet toen in 1995 de Amerikaan Norman Thagard werd gelanceerd aan boord van een Sojoez, en later Russische ruimtevaarders meevlogen met de Space Shuttle. Het is meerdere keren gebeurd dat ruimtevaarders met een Sojoez werden gelanceerd, en na verblijf in een ruimtestation naar de aarde terugkeerden in de Space Shuttle, en omgekeerd.
De term taikonaut wordt soms gebruikt voor Chinese ruimtevaarders, en is bedacht door Chiew Lee Yih uit Maleisië. Dit werd direct overgenomen door Chen Lan, beheerder van een website over Chinese ruimtevaart. Taikonaut is afgeleid van het Chinese woord taikong (太空), dat ruimte betekent. De lettergreep naut is niet vertaald, anders zou het resultaat waarschijnlijk taikongren of taikongyuan zijn geworden, hetgeen in het Chinees "buitenaards wezen" betekent. In de Nederlandstalige media wordt de term taikonaut soms gebruikt, maar men spreekt vaker over Chinese ruimtevaarder of Chinese astronaut.
In China gebruiken officiële organen en de officiële pers het woord yuhangyuan (宇航員), wat grofweg kan worden vertaald als "ruimtereiziger". Deze term wordt internationaal weinig gebruikt.
Ruimtevaarders van de Indiase ruimtevaartorganisatie ISRO worden gaganyatris genoemd.